# Băleni (Galaţi)
Băleni é uma comuna romena localizada no distrito de Galaţi, na região de Moldávia. A comuna possui uma área de 67.55 km² e sua população era de 2548 habitantes segundo o censo de 2007.